# Cheuby
Cheuby est une ancienne commune française du département de la Moselle en région Grand Est. Elle est rattachée à celle de Sainte-Barbe depuis 1810.

## Toponymie
Anciennement mentionné : Soibey (1349), Choibey (1404), Cheubey (1490), Choibé et Choibei (1518), Choiby (1522), Subby (xviie siècle), Cheuby (1793),.
En allemand : Schöbingen (1940-1944).

## Histoire
À l'époque de l'Ancien régime, Cheuby dépend des Trois-Évêchés et plus précisément du bailliage de Metz sous la coutume de cette ville. En 1717, ce lieu est le siège d'une seigneurie mouvante du roi de France.
Le 23 mai 1810, la commune de Cheuby est réunie à celle de Sainte-Barbe.

## Démographie
| 1793 | 1800 | 1806 |
| ---- | ---- | ---- |
| 230  | 242  | 262  |